# Bismarckturm (Neugersdorf)
Der 19,5 m hohe Bismarckturm in Neugersdorf steht auf der Spitze des Hutungsbergs, dem mit 474 m ü. NN höchstgelegenen Punkt von Neugersdorf.
Der Bau eines Aussichtsturms auf dem Hutungsberg war schon 1879/1880 vorgesehen. Der Neugersdorfer Unternehmer Julius Hoffmann sowie der Naturwissenschaftliche Verein zu Neugersdorf initiierten 1902 den Bau zu Ehren des 1898 verstorbenen Reichskanzlers Otto von Bismarck, der vor allem wegen seiner Rolle bei der Reichsgründung von 1871 verehrt wurde. Hoffmann stiftete dazu 12.000 Mark, die gesamten Baukosten lagen bei 20.000 Mark.
Entworfen wurde der Bismarckturm als Aussichtsturm mit Feuerschale vom Neugersdorfer Baumeister Hermann Mihan, der auch die Bauausführung übernahm.
Baumaterialien waren wetterfester Sandstein aus den Waltersdorfer Brüchen, Basaltstein für das Fundament und Ziegelmauerwerk für die Innenverkleidung. Der Aufbau des Turms weist eine vierfache Gliederung auf:
1. ein viereckiger Unterbau (mit quadratischem Grundriss und Innendurchmesser von 2,8 m)
2. ein viereckiger Schaft
3. ein rundes aufsitzendes Oberteil
4. ein auf der Plattform befindliches Austrittshäuschen mit aufgesetzter, runder und fest eingemauerter Feuerpfanne (1,45 m Durchmesser, 0,45 m Tiefe, aus Kupferblech)

Als Abschluss weist die Plattform eine Brüstung aus Sandstein von 1,05 m Höhe auf.
Die Grundsteinlegung fand am 5. April 1904 statt. Nach sechsmonatiger Bauzeit konnte der Turm bereits am 9. Oktober 1904 eingeweiht werden. Bismarcks Sohn, Fürst Herbert von Bismarck, sandte zu dieser Feier ein Grußtelegramm. Über dem Eingang des Turms war ein Bismarck-Medaillon angebracht, das seit ca. 1951 verschollen ist. Im Inneren des Turms wurde eine Ehrentafel aus schwedischem Granit mit Bismarck-Wappen und eine Widmung in goldener Schrift für den Stifter Julius Hoffmann angebracht:

„Bismarckturm, erbaut aus der Stiftung des Herrn Commerzienrat Julius Hoffmann vom Naturwissenschaftlichen Verein im Jahre 1904“.
Ein Wegweiser aus Holz wies den Weg zum Turm u. a. mit den Worten:

„Halt! Wandrer Halt! Ein Bismarckturm!“.
Nach dem Ersten Weltkrieg wurde der Turm wegen seines Standorts wenige Meter von der deutsch-tschechischen Grenze entfernt in „Grenzturm“ umbenannt. Nach dem Zweiten Weltkrieg folgte eine erneute Umbenennung in „Turm der Jugend“.
1938 besagte eine Anordnung, dass ein Feuer in der Feuerschale – das zu besonderen Anlässen oder Jahrestagen angezündet wurde – nach Anbruch der Dunkelheit 10 Stunden brennen müsse. Nach dem Jahr 1945 musste der sanierungsbedürftige Turm für Besucher gesperrt werden. Ab Juli 1992 wurde der Turm umfangreich restauriert und zum Tag des offenen Denkmals am 12. September 1993 als Bismarckturm wiedereröffnet – an diesem Tag bestiegen mehr als 1.000 Besucher den Turm. Im Zuge der Sanierung konnte oberhalb des Eingangs ein neues Bismarck-Medaillon angebracht werden.
Der Neugersdorfer Museumsverein e.V. gab Anfang des Jahres 2004 die Betreuung des Turms und dessen Öffnung ab. Im Oktober 2004 feierte der Bismarckturm sein 100-jähriges Bestehen, das bereits am 4. September 2004 feierlich begangen wurde. Der Turm ist seit der Saison 2013 geschlossen und nur zu besonderen Anlässen geöffnet.

## Quelle
- Bismarckturm Neugersdorf beim Infoportal Bismarcktürme